# Marais de la Seudre
Marais de la Seudre este o arie protejată (sit de importanță comunitară — SCI) din Franța întinsă pe o suprafață de 13.983 ha, din care 22 % marine.

## Localizare
Centrul sitului Marais de la Seudre este situat la coordonatele 45°46′49″N 1°05′01″W / 45.78028°N 1.08361°V.

## Înființare
Situl Marais de la Seudre a fost declarat arie specială de conservare în baza directivei 92/43 din 1992 referitoare la conservarea habitatelor naturale și a faunei și florei sălbatice pentru a proteja 15 specii de animale.

## Biodiversitate
Situată în ecoregiunea atlantică, aria protejată conține 21 de habitate naturale: Lagune de coastă, Păduri aluvionare cu Alnus glutinosa și Fraxinus excelsior (Alno-Padion, Alnion incanae, Salicion albae), Pajiștile Spartina (Spartinion maritimae), Pășuni atlantice udate de apa mării (Glauco-Puccinellietalia maritimae), Bancuri de nisip acoperite în permanență slab de apă marină, Mlaștini calcaroase cu Cladium mariscus și specii de Caricion davallianae, Lacuri eutrofice naturale cu vegetație de tip Magnopotamion sau Hydrocharition, Pajiști umede mediteraneene cu ierburi înalte de Molinio-Holoschoenion, Estuare, Dune mobile cu vegetație embrionară, Dune mobile de-a lungul țărmului cu Ammophila arenaria („dune albe”), Dune împădurite din regiunile atlantică, continentală și boreală, Fânețe de joasă altitudine (Alopecurus pratensis, Sanguisorba officinalis), Golfuri mici largi și golfuri puțin adânci, Liziere de ierburi înalte hidrofile de câmpie și de nivel montan până la alpin, Vegetație anuală la limita mareei, Pășuni mediteraneene udate de apa mării (Juncetalia maritimi), Păduri de stejar galițio-portugheze cu Quercus robur și Quercus pyrenaica, Salicornia și alte specii anuale care populează regiunile mlăștinoase și nisipoase, Tufărișuri halofile mediteraneene și termo-atlantice (Sarcocornetea fruticosi), Dune împădurite cu Pinus pinea și/sau Pinus pinaster.
La baza desemnării sitului se află mai multe specii protejate:
- mamifere (8): liliac cârn (Barbastella barbastellus), vidră de râu (Lutra lutra), liliac cu aripi lungi (Miniopterus schreibersii), nurcă (Mustela lutreola), liliac cărămiziu (Myotis emarginatus), liliac comun (Myotis myotis), liliacul mare cu potcoavă (Rhinolophus ferrumequinum), liliacul mic cu potcoavă (Rhinolophus hipposideros)
- nevertebrate (4): Coenagrion mercuriale, rădașcă (Lucanus cervus), fluturele purpuriu (Lycaena dispar), Rosalia alpina
- pești (2): șip (Acipenser sturio), Alosa fallax
- reptile (1): țestoasa de baltă (Emys orbicularis)

Pe lângă speciile protejate, pe teritoriul sitului au mai fost identificate 13 specii de plante, 1 specie de păsări, 7 specii de amfibieni, 14 specii de mamifere, 1 specie de pești, 6 specii de reptile.